# 水野忠守
水野 忠守（みずの ただもり）は、戦国時代から安土桃山時代にかけての三河国の武将。水野忠政の四男。兄弟には信元、忠重、於大の方らがいる。

## 経歴

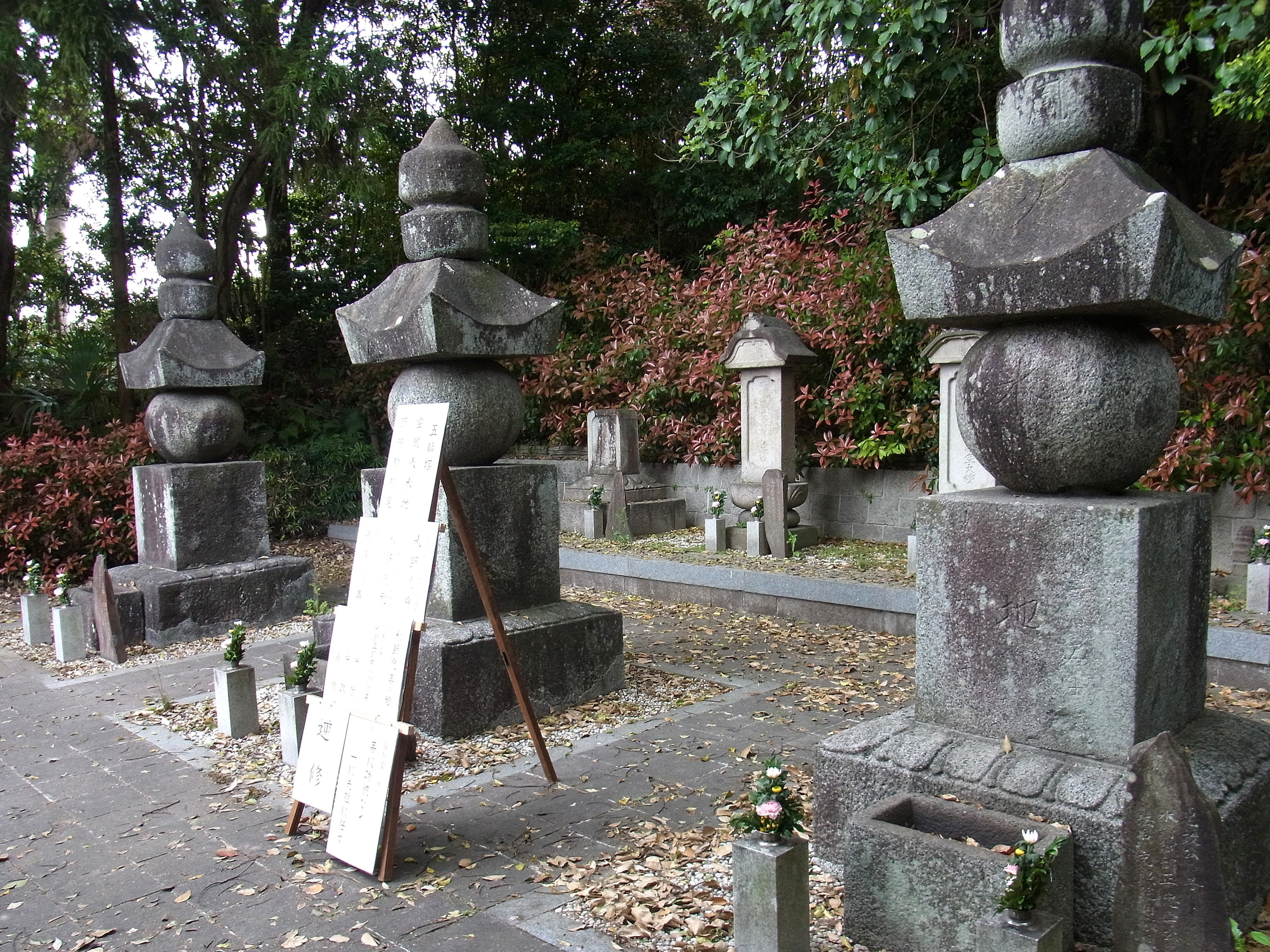
乾坤院にある忠守の墓（右手前）

水野氏はもともと尾張国知多郡緒川城や刈谷城を含む知多郡北部および三河国西部の碧海郡を広く支配する国人領主であった。当時、尾張・三河の国境付近は織田氏と今川氏が鎬を削っており、その中で父の忠政は今川方についていたが、兄の信元が跡を継いだ後、織田方となった。また、信元が家督を相続した時には緒川城主となっている。以後、兄と行動をともにしたと考えられるが、天正3年12月（1576年1月）に信元が謀叛の嫌疑によって織田信長に殺害された後、天正8年（1580年）に、末弟の忠重が再び刈谷を与えられるまでの動向は不明である。
天正8年に忠重が旧領に復した際に忠守は緒川城主となった。しかしその後、諸事情により緒川城を退去したとされ、その時期や理由は不明。なお、忠重は信長の死後、織田信雄や豊臣秀吉に仕えたが、忠守がこれに従ったかは不明である。『寛政重修諸家譜』（以下『寛政譜』）によれば、退去後は徳川家康に仕えたとある。
天正18年（1590年）、徳川家康が関東に入部すると、玉縄城の守備を命じられ、知行を得た。その後、嫡男忠元の所領であった相模国沼目郷（現在の伊勢原市沼目）に隠居し、慶長5年（1600年）に76歳で死去した。墓所は緒川（現在の愛知県東浦町）の乾坤院。
嫡男の忠元は幼少から徳川秀忠に仕え、下総山川藩主となり、その子孫は三河岡崎藩、肥前唐津藩、出羽山形藩となった。

## 忠守の緒川支配と退去
天正3年12月（1576年1月）に水野氏の当主であった信元が殺害された後も、その旧領は水野氏が支配していたとされる。また、信元の弟で忠守の兄である忠分は織田信長に従い、天正6年12月（1579年1月）の有岡城の戦いで討死にしている。その後、この水野領は誰が支配したのかは今のところわかっていない。
天正9年1月（1581年）信長は高天神城攻めの援軍を子の信忠に命じているが、この際に大野城主水野佐治や、当時徳川氏に仕えていた刈谷城主水野忠重の他、水野監物（常滑城主の水野守隆）が出陣したとされる。一方でこの時に出陣したのは刈谷衆、緒川衆、大野衆とされる。また、天正13年（1584年）の小牧・長久手の戦いにおいて、徳川家康は緒川先方衆の水野分長（忠分の子）に本領安堵と出兵を命ずる文書を出しており、忠重の緒川領への支配は否定されている。このため、『家忠日記』の記述のように援軍に緒川衆が出陣していたならば、忠重以外の人物が率いたことになる。また、常滑水野氏の水野監物守隆・守信（河内守）父子と忠守の子監物忠元・守信（右馬允）父子が混同されていた経緯もあり、この時出陣した『信長公記』が言うところの水野監物とは忠守のことではないかと考えられ、信元死後は緒川領を支配していたと思われる。
また、緒川を退去した時期については、天正14年11月20日に水野清六の動向が記述されており、この人物を「忠守」と推測され、この時既に緒川の地を去り、家康が居城していた駿府城下に屋敷を構えていたのではないかとしている。こうしたことから、忠守が緒川を退去した時期は天正13年冬以降であり、その理由は忠重の秀吉への臣従に反対したことであるとされる。

## 系譜
『寛政譜』では子女についてすべて「母は某氏」と記されている。
- 父：水野忠政
- 母：華陽院（大河内元綱養女[1]）
- 子女
  - 長男：水野吉守[注釈 7] - 通称は金蔵。はじめ松平忠吉に仕え、のち徳川義直に仕えて1,000石を与えられる。尾張藩士家。
  - 二男：水野守重 - 通称は多宮。旗本となる[16]。
  - 三男：水野忠元 - 通称は監物。家督を継ぐ。下総山川藩3万5000石の大名となる。
  - 四男：水野守信 - 通称は右馬允[15]。松平忠吉に仕え、その死後、尾張藩士となって1,000石を与えられる。補足参照。
  - 女子 - 奥平次左衛門（奥平美作守家臣）の妻[15]
  - 五男：水野重家 - 旗本となる[15]。徳川家光の御抱守（養育係）や御徒頭などを務め、蔵米1200俵[17]。
  - 六男：水野元吉 - 旗本となる。小姓組番士・目付などを務め750石[18]。

### 補足
- 四男の守信は初め戸田姓を名乗り、のち水野に復した。妻は河和水野氏。守信の子孫のうち、本家（金兵衛）は刃傷事件により絶家となるが、別家として、宗家に仕えた家（三郎右衛門）と、尾張藩士として存続した家（藤兵衛）がある。藩主徳川義直の命により、野間大坊（大御堂寺大坊）住職はこの家系、もしくは守信の妻の実家である河和水野家（惣右衛門もしくは内蔵助）から出すことになっていた[19]。